# Патруши (Комсомольское сельское поселение)
Патруши — опустевшая деревня в Котельничском районе Кировской области в составе Комсомольского сельского поселения.

## География
Располагается на расстоянии примерно 23 км по прямой на юго-запад от райцентра города Котельнич.

## История
Была известна с 1873 года как Корякинское займище (Патруши), в котором дворов учтено 9 и жителей 79, в 1905 23 и 152, в 1926 (деревня Патруши или Корякинский) 35 и 196, в 1950 42 и 142, в 1989 оставалось 9 жителей. Настоящее название утвердилось с 1939 года.

## Население
Постоянное население  составляло 1 человек (чуваши 100%) в 2002 году, 0 в 2010.